# Fannia gilvitarsis
Fannia gilvitarsis är en tvåvingeart som beskrevs av Chillcott 1961. Fannia gilvitarsis ingår i släktet Fannia och familjen takdansflugor. Inga underarter finns listade i Catalogue of Life.